# Эскадренные миноносцы типа «Гридли»
Эскадренные миноносцы типа «Гридли» — тип эскадренных миноносцев военно-морского флота США. Разработан на основе типа «Мэхэн» с учётом пожеланий сторонников усиления торпедного вооружения — с увеличенным до четырёх числом торпедных аппаратов, размещенных по-бортно. Количество орудий главного калибра сокращалось с пяти до четырёх.

## Конструкция

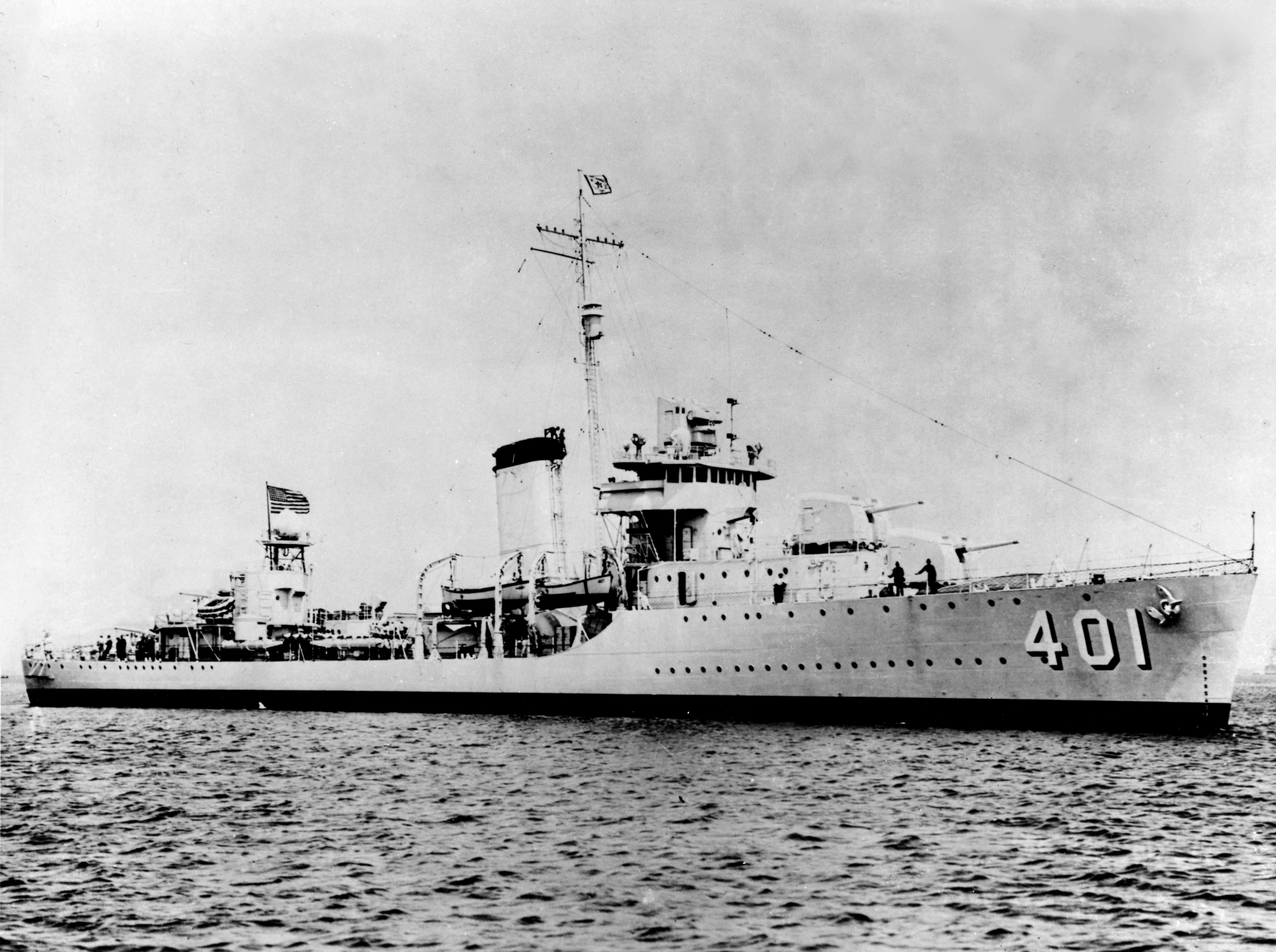
DD-401 в 1938 году

Отличительной особенностью эсминцев типа «Гридли» стала одна массивная дымовая труба, объединяющая дымоходы всех четырёх котлов, которые вырабатывали пар с ещё более высокими параметрами, по сравнению с ПК, стоявшими на «Мэхэн». Это позволило повысить мощность силовой установки без увеличения размеров, но с увеличением массы на 66 дл. тонн, в результате чего ЭМ этого типа оказались самыми быстроходными кораблями своего класса в американском флоте — на испытаниях DD-380 при водоизмещении 1774 т достиг скорости 38,99 узла.

### Вооружение
По сравнению с предшествующим типом единственным изменением в составе вооружения стало размещение орудий в установках Марк 24 с механическим досыланием и электроприводом поворота, однако щиты имели только носовые, в результате применения механического механизма досылания теоретическая скорострельность поднялась до 15 выстрелов в минуту.
ГК состоял из 4 универсальных 127 мм/38 орудий, оснащенных системой управления огнём Марк 33 (боекомплект составлял 400 выстрелов или 100 снарядов на ствол). Мелкокалиберная зенитная батарея состояла из четырёх 12,7 мм пулемётов с водяным охлаждением. Торпедное вооружение включало в себя четырёх 533-мм четырёхтрубных торпедных аппарата, управляемых с помощью директора Марк 27. Тип был первоначально оснащен торпедами Марк 12, которые были заменены на Марка 15, начиная с 1938 года. Бомбосбрасыватели находились на корме.
Торпеды Mk 12 состояли на вооружении с 1928 года и имели дальность 7000 ярдов (6400 м) ходом 44 узлов и 15 000 ярдов (13 711 м) ходом 27 узлов. Боеголовка содержала 500 фунтов (227 кг) тринитротолуола.
Торпеды Mk 15 состояли на вооружении с 1936 года и имели дальность 6000 ярдов (5486 м) ходом 45 узлов и 15 000 ярдов (13 711 м) ходом 26,5 узлов. Боеголовка содержала 494 фунтов (224 кг) тринитротолуола.

### Энергетическая установка

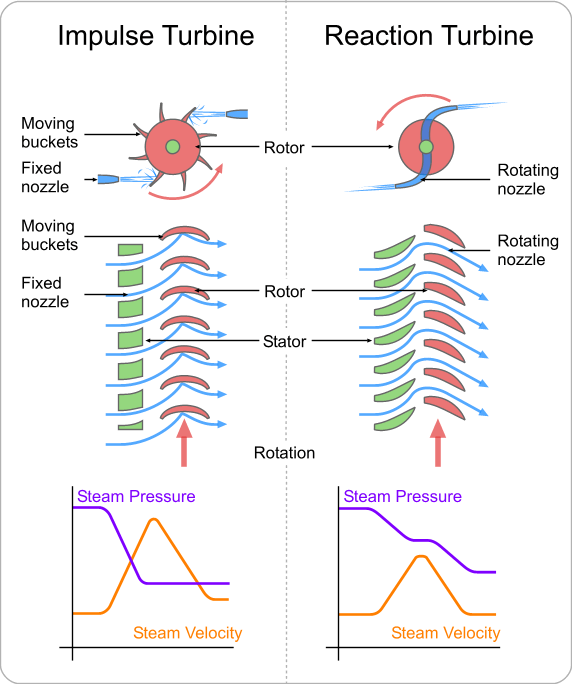
Схема импульсной и реактивной турбин, где ротор(красная) — вращающаяся часть, а статор (зелёная) — неподвижная.

Котельные экономайзеры, улучшили КПД котлов. Давление пара составило 565 фунтов на квадратный дюйм (38,45 атм), а температура перегретого пара — 371 °C (700 °F) на всех кораблях. Но турбины были реактивные Парсонса, построенные Bethlehem Steel, с одноступенчатыми редукторами и без турбин крейсерского хода, поэтому дальность экономического хода уменьшилась по сравнению с типом «Мэхэн» и составила 5520 миль на ходу 12 узлов, несмотря на увеличение полного запаса топлива до 525 дл. т.

## Модернизации
Прочность корпусов эсминцев этого типа оказалась недостаточной, как и остойчивость, по этому провести на них сколько-нибудь серьезную модернизацию вооружения не удалось.